# Daniel Crista
Daniel Crista, né le 19 janvier 1991 à Reșița, est un coureur cycliste roumain.

## Biographie
Daniel Crista participe à des courses sur route et sur piste,. Il a également pratiqué le VTT en compétition.

## Palmarès sur route

### Par année
- 2012
  - Cupa Max Ausnit
- 2013
  - 2ea étape du Tour de Pécs
- 2015
  - Hungarian Season Opener
  - 2e du championnat de Roumanie du contre-la-montre
- 2016
  - Hajdú-Fönix Kupa :
    - Classement général
    - 2e étape

  - 2e du championnat de Roumanie sur route
  - 3e du championnat de Roumanie du contre-la-montre
- 2017
  - Drumul Vinului
  - Eroica
  - 2e du championnat de Roumanie du contre-la-montre
- 2018
  - 1re étape de la Velo Tur RGT Salaj (contre-la-montre)
  - Cupa Max Ausnit
  - Prologue du Tour de Szeklerland
  - 2e du championnat de Roumanie sur route
  - 2e du championnat de Roumanie du contre-la-montre
- 2019
  - Velo Tur RGT Salaj :
    - Classement général
    - 1re (contre-la-montre) et 2e étapes

  - Cupa Max Ausnit
  - Prologue du Tour de Szeklerland
  - 2e du championnat de Roumanie du contre-la-montre
- 2020
  -  Champion de Roumanie sur route
- 2021
  - Turul Deva :
    - Classement général
    - 1re étape (contre-la-montre)

  - Turul Ciclist CELCO-Marea Neagra
  - 2e du championnat de Roumanie du contre-la-montre
  - 3e du championnat de Roumanie sur route
- 2022
  -  Champion de Roumanie du contre-la-montre
  - Bike Fest Damila
- 2023
  - 1re étape du Turul Deva (contre-la-montre)
  - 3e du championnat de Roumanie du contre-la-montre
  - 3e du championnat de Roumanie sur route
- 2024
  - 2e étape du Turul Deva (contre-la-montre)
  - 3e du championnat de Roumanie du contre-la-montre
- 2025
  - Cupa Max Ausnit

### Classements mondiaux
| Année           | 2013 | 2014 | 2015 | 2016 | 2017 | 2018 | 2019 |
| --------------- | ---- | ---- | ---- | ---- | ---- | ---- | ---- |
| UCI Europe Tour | 897e | 736e | 665e | 470e | 598e | 340e | 891e |

## Palmarès sur piste

### Coupe des nations
- 2021
  - Classement général de la poursuite
  - 1er de la poursuite à Cali
  - 1er de l'omnium à Cali

### Championnats d'Europe
| Édition / Épreuve | Course aux points | Poursuite individuelle | Scratch | Omnium |
| Plovdiv 2020      | Bronze            |                        |         |        |
| Munich 2022       | 14e               | 15e                    | 15e     |        |
| Granges 2023      | 15e               |                        |         | 16e    |

### Championnats nationaux
- 2018
  -  Champion de Roumanie de poursuite
  -  Champion de Roumanie de course aux points
  - 3e du championnat de Roumanie de vitesse par équipes
- 2019
  -  Champion de Roumanie de poursuite
  -  Champion de Roumanie de poursuite par équipes (avec Valentin Plesea, Csaba Bartha et Emil Dima)
  -  Champion de Roumanie de l'omnium
- 2020
  -  Champion de Roumanie de poursuite
  -  Champion de Roumanie de l'omnium
  -  Champion de Roumanie de poursuite par équipes (avec Valentin Plesea et George Porumb)
  -  Champion de Roumanie de course aux points
  -  Champion de Roumanie de scratch
  - 2e du championnat de Roumanie du kilomètre
  - 2e du championnat de Roumanie de vitesse par équipes
- 2022
  -  Champion de Roumanie du kilomètre
  -  Champion de Roumanie de poursuite
  -  Champion de Roumanie de course à l'élimination
  -  Champion de Roumanie de l'omnium
  -  Champion de Roumanie de poursuite par équipes (avec Valentin Plesea, Emil Dima et Mihai-Sebastian Paveliu)
  -  Champion de Roumanie de vitesse par équipes (avec Valentin Plesea et Emil Dima)
  -  Champion de Roumanie de course aux points
  -  Champion de Roumanie de scratch
  -  Champion de Roumanie de vitesse

## Palmarès en VTT

### Championnats nationaux
- 2010
  - 3e du championnat de Roumanie de cross-country
- 2014
  - 2e du championnat de Roumanie de cross-country marathon
- 2015
  -  Champion de Roumanie de cross-country marathon[3]
- 2018
  - 2e du championnat de Roumanie de cross-country marathon